# مايك فيلان
مايك فيلان (بالإنجليزية: Mike Phelan)‏ (24 سبتمبر 1962 المملكة المتحدة - ) هو لاعب كرة قدم بريطاني، يلعب كلاعب وسط.

## مسيرته الكروية
لعب مايك فيلان خلال مسيرته الاحترافية مع 4 أندية في ستة عشر موسمًا وسجل خلالها 20 هدف ضمن 447 مباراة. حيث فاز في موسمين بالكأس وفي موسمين بالدوري.
خاض مايك فيلان مسيرته مع نادي بيرنلي في موسم 1980–81 ليلعب معه خمسة مواسم، مشاركًا في 168 مباراة سجل خلالها 9 أهداف. ثم انتقل إلى نادي نورويتش سيتي في موسم 1985–86 ليلعب معه أربعة مواسم، حيث شارك في 156 مباراة سجل خلالها 9 أهداف أيضًا. لينتقل بعدها إلى نادي مانشستر يونايتد في موسم 1989–90 ليلعب معه خمسة مواسم، مشاركًا في 102 مباراة سجل خلالها هدفين. ثم انتقل إلى نادي وست بروميتش ألبيون في موسم 1994–95 ولمدة موسمين، مشاركًا في 21 مباراة ولم يسجل أي هدف.

## وصلات خارجية
مايك فيلان على موقع قاعدة بيانات كرة القدم.إي يو (الإنجليزية)
- مايك فيلان على موقع ناشيونال فوتبول تيمز (الإنجليزية)
- مايك فيلان على موقع عالم كرة القدم.نت (الإنجليزية)